# П'єр Шодерло де Лакло
П'єр Амбруа́з Франсуа́ Шодерло́ де Лакло́ (фр. Pierre Ambroise François Choderlos de Laclos, 18 жовтня 1741, Ам'єн — 5 вересня 1803, Таранто) — французький письменник, урядовець і генерал, автор роману Небезпечні зв'язки.
Серед французьких письменників Лакло мав скандальну славу. Він був офіцером, добре обізнаним із любовним життям. При написанні свого роману Лакло поставив перед собою мету створити щось незвичайне, щось таке, що наробило б багато галасу, завдяки чому ім'я автора назавжди залишилося б у літературі. Йому вдалося досягти цієї мети — роман Небезпечні зв'язки, присвячений любовним інтригам французької аристократії, породив багато критичних відгуків та аналітичних есе, неодноразово ставився на сцені й екранізувався у кіно.
Помер або від малярії, або від дизентерії в Таранто, Італія.

## Твори
- Ernestine (1777) комічна опера
- Les Liaisons dangereuses (1782)
- Des Femmes et de leur éducation (1783)
- Instructions aux assemblées de bailliage (1789)
- Journal des amis de la Constitution (1790—1791)
- De la guerre et de la paix (1795)